# 匈牙利美术大学

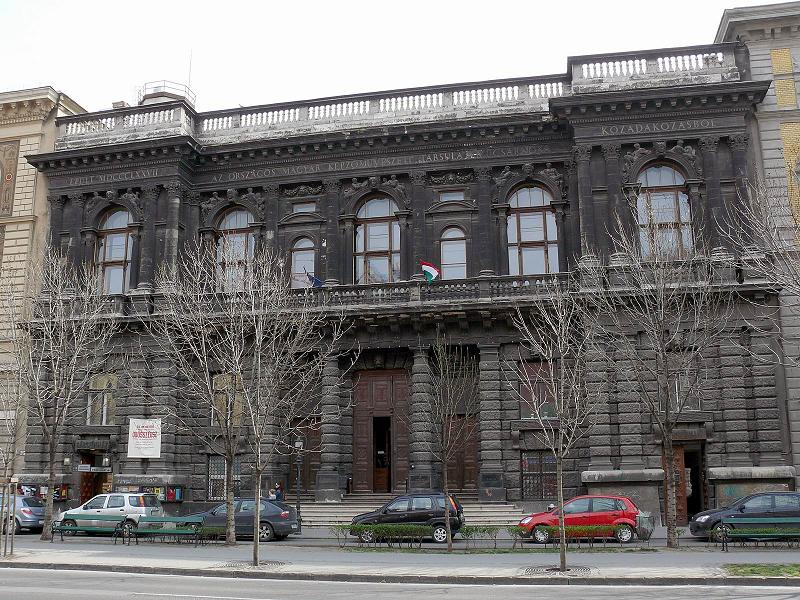
主建筑

匈牙利美术大学（匈牙利語：Magyar Képzőművészeti Egyetem，MKE）是一所公立美术学院，位于匈牙利布达佩斯安德拉什大街，成立于1871年，时称匈牙利皇家绘画学校（Magyar Királyi Mintarajztanoda）。2001年改为现名。